# Hope and Faith
Hope and Faith er en amerikansk sitcom, som kørte fra 2004-2006. Serie handler om de to søstre og om deres familie. 
Faith Fairfield (Kelly Ripa) er en skuespiller, men som er blevet skrevet ud af hendes serie. Hope Shanowski (Faith Ford) er en helt normal mor med tre børn ( Sydney, Hayley, og Justin) og en mand. De to søstre bor i samme hus, men Hopes mand, Charley, ønsker at Faith vil flytte ud.

## Medvirkende

### Hovedpersoner
- Faith Ford som Hope Shanowski
- Kelly Ripa som Faith Fairfield
- Ted McGinley som Charley Shanowski
- Nicole Paggi som Sydney Shanowski (2003-2004)
- Megan Fox som Sydney Shanowski (2004-2006)
- Macey Cruthird som Hayley Shanowski
- Paulie Litt som Justin Shanowski
- Jansen Panettiere som Justin Shanowski pilot episode (2003)

### Gæsteroller
Der er været en del forskellige kendte, f.eks:
- Nick Lachey, fra 98 Degrees og Newlyweds: Nick and Jessica
- Robert Wagner, som Jack, Hope og Faith's far
- Tony Curtis
- Jenny McCarthy
- Jaclyn Smith
- Cheryl Ladd, som Hope og Faith's ældre mor i et flashback episode
- Regis Philbin
- Michael Gelman
- Judy Kuhn
- Finola Hughes, fra General Hospital, Charmed og All My Children
- Clint Black, en country musik musiker.
- Jim Gaffigan, en stand-up komiker
- Dean Cain, fra Lois and Clark
- Mark Consuelos, skuespiller og mand til stjernen Kelly Ripa
- Kathie Lee Gifford
- Eric Braeden
- Carmen Electra
- Brian Austin Green, fra Beverly Hills, 90210
- Danton Stone
- Rue McClanahan
- Susan Lucci
- Cameron Mathison
- Wynona Judd
- Joe Sernio, en college student